# Schatz-Walzer
Schatz-Walzer, op. 418, är en vals av Johann Strauss den yngre. Den spelades första gången den 22 november 1885 i Gyllene salen i Musikverein i Wien. 

## Historia
Johann Strauss operett Zigenarbaronen hade premiär på Theater an der Wien den 24 oktober 1885 (kompositörens 60-årsdag). Librettot var inspirerat av Mór Jókais roman Saffi och Strauss musik var en blandning av ungersk passion och wiensk sentimentalitet. Premiären blev en stor succé och kritikern i tidningen Fremdenblatt skrev: "Enorma applåder mötte Herr Strauss och de bröt ut efter varje tema i ouvertyren och efter varje sångnummer... Halva operetten fick tas om på begäran".
På sedvanligt manér arrangerade Strauss totalt sex separata orkesterstycken från operettens musiknummer, däribland valsen Schatz-Walzer. En av höjdpunkterna i operetten är när Sándor Bárinkay finner den skatt som hans fader gömde på familjeslottet. Tillsammans med Saffi och Czipra sjunger han "Skattvalsen" i akt II, "Ha, seht es winkt, es blinkt, es klingt". Melodin till detta nummer återanvände Strauss i valsen med samma namn. Andra musikkällor till valsens uppbyggnad är följande:
- Inledning - Akt 1 Final (No. 7): Czipra, "Du kannst den Zigeunern ganz vertrau'n"

- Vals 1 A & 1B - Akt 2 Final (No. 13): Arsena och Mirabella, "So voll Frohlichkeit"

- Vals 2A - Akt 2 Trio (No. 9): Saffi, Czipra och Barinkay, "Ha, seht es winkt, es blinkt, es klingt"

- Vals 2b - Samma melodi men annan text, "Nun will ich das Lebens mich freuen"

- Vals 3A - Akt 2 (No. 12): Motaltjänstemännens kuplett, "Nur keusch und rein"

- Vals 3b - Akt 1 (No. 2): Barinkays entréaria (valsdelen), "Ja, das Alles auf Ehr"

- Vals 4A - Akt 2 (No. 9) Trio: Finaldelen, "Doch mehr als Gold und Geld"

- Vals 4B - Akt 1 (No. 1) Inledning: Kör, "Das war' kein rechter Schiffersknecht"

- Slutcoda - Bestående av tidigare teman

Johann Strauss dirigerade själv det första framförandet av valsen den 22 november 1885 vid brodern Eduard Strauss söndagskonsert i Musikverein. En vecka tidigare skrev han självironiskt till en vän: "Jag ber dig att få herrar Kalbeck och Dömpke [båda journalister] att glömma konserten. De två gentlemännen skulle bli uttråkade; - mitt bidrag där är alldeles för magert för att kunna de dem närvara. Om jag hade spelat violin hade jag åtminstone kunnat visa dem hur en vals ska spelas! Men att framföra en vals med dirigentpinnen i hand är galet!"
Anton Webern gjorde 1921 ett arrangemang av valsen för stråkkvartett, harmonium och piano.

## Om valsen
Speltiden är ca 8 minuter och 2 sekunder plus minus några sekunder beroende på dirigentens musikaliska tolkning.
Valsen var ett av sex verk där Strauss återanvände musik från operetten Zigenarbaronen:
- Brautschau-Polka, Polka, Opus 417
- Schatz-Walzer, Vals, Opus 418
- Kriegsabenteuer, Schnellpolka, Opus 419
- Die Wahrsagerin, Polkamazurka, Opus 420
- Husaren-Polka, Polka, Opus 421
- Zigeunerbaron-Quadrille, Kadrilj, Opus 422

## Weblänkar
- Schatz-Walzer i Naxos-utgåvan.